# Резницкая улица
Резни́цкая у́лица (укр. Різницька вулиця) — улица в Печерском районе города Киева. Пролегает от Московской улицы до улицы Гусовского.

## История
Резницкая улица была проложена в 1-й трети XIX века на месте Нежинской улицы (указана на картосхеме 1803 года) и прилегавшей к ней застройки. С того времени улица носит нынешнее название, которое происходит от проживавших здесь артелью мясников (резников). Собственные скотобойни содержала на Резницкой и Киево-Печерская лавра. До 1980-х годов существовал также Резницкий переулок, пролегавший от Резницкой до Московской улицы в сторону завода «Арсенал». Переулок был ликвидирован в связи со сносом старой застройки.
На улице находится Генеральная прокуратура Украины, в связи с чем в украинских СМИ фраза «на Резницкой» часто используется в значении «в Генеральной прокуратуре Украины».

## Ныне существующие здания

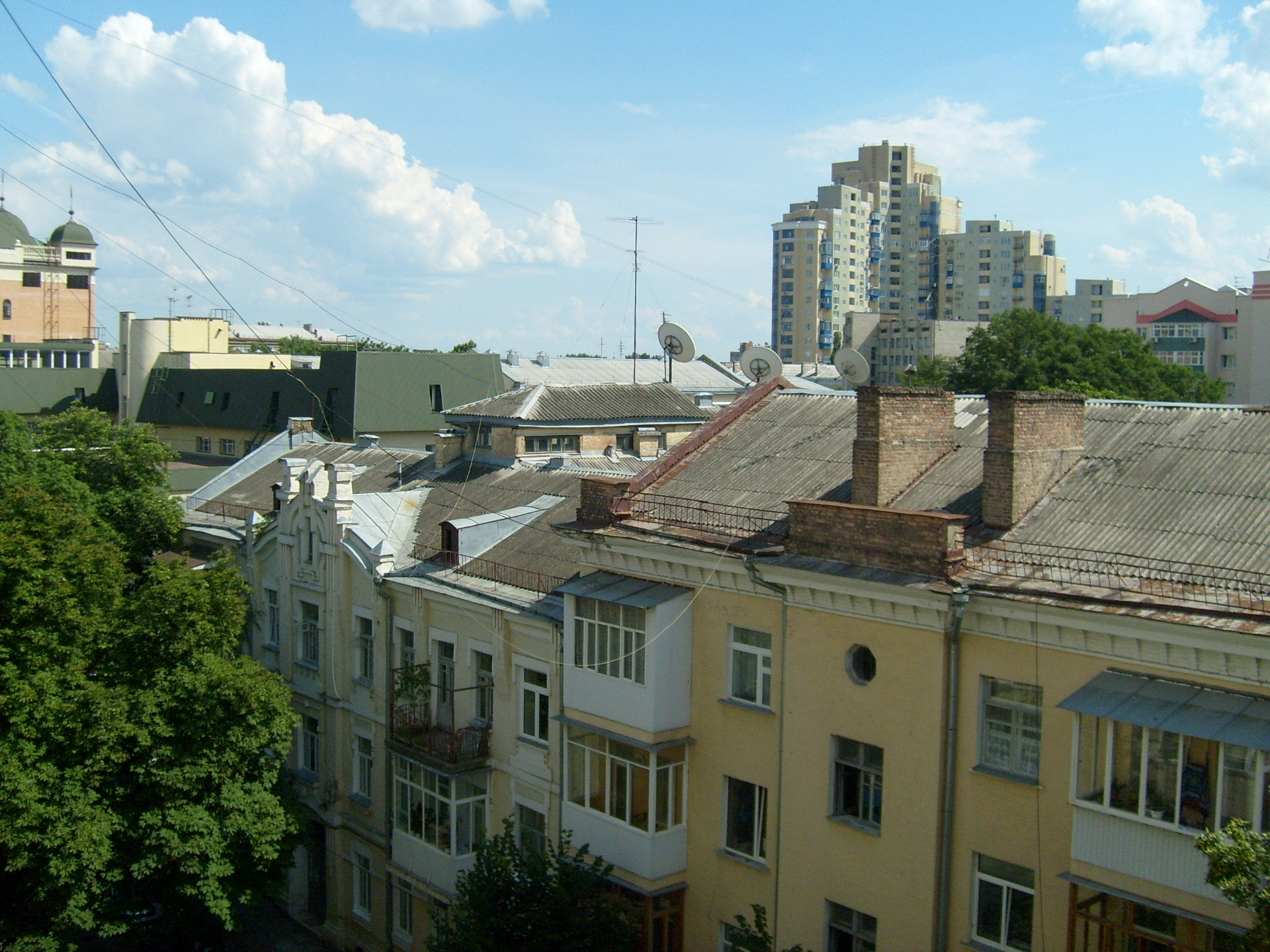
Резницкая улица. Дома № 9А и 11

- № 3 — центральный офис ОАО «Укрподшипник». Административно-офисное 12-этажное здание. Построено в 2005—2006 гг.
- № 6 — 5-этажное кирпичное жилое здание-«хрущёвка»
- № 8 — 9-этажное жилое здание. Построено в 1970-х гг.
- № 9А — 3-этажное жилое здание. Построено в начале XX в.
- № 11 — 4-этажное жилое здание. Построено в начале XX в.
- № 11Б — 4-этажное жилое здание. Построено в начале XX в.
- № 13/15 — Генеральная прокуратура Украины. Административно-офисное 11-этажное здание. Построено в 1970-х гг. В 2008 году к части здания надстроен 12-й этаж.

## Снесённые здания
- № 2/34 — Одноэтажный кирпичный дом, родовое гнездо династии офицеров Ломтевых. Дом построен в 1837 году на углу улиц Московской и Резницкой по проекту видного мастера классицизма Людвика Станзани. Снесён в августе 2008 года[3].
- № 2 — Трёхэтажный кирпичный дом в стиле модерн, пристроенный к дому № 2/34 в 1903 году по проекту известного архитектора Александра Кобелева. Тогда же в обоих зданиях разместилась частная женская гимназия Ольги Плетнёвой. Среди выпускниц гимназии — Народная артистка СССР Алла Тарасова, которая училась здесь в 1906—1910 годах. В октябре 1981 года в здании была открыта комната-музей Аллы Тарасовой. Экспозицию составили личные вещи актрисы, её изображения, переданные из Москвы театральные костюмы, афиши спектаклей. В то же время, до лета 2008 года, основную площадь помещения занимала вечерняя школа № 8. В августе 2008 года с разрешения киевских властей оба здания были снесены, а также были удалены зелёные насаждения возле них. На их месте новый застройщик получил право возвести восемнадцатиэтажный торгово-офисно-гостиничный комплекс с подземной автостоянкой вопреки тому, что действующий Генеральный план предусматривает ограничение высоты нового строительства в данной части Киева 27-ю метрами[4].
- № 4 — Жилой кирпичный дом второй половины XIX в. Снесён летом 1999 года.
- № 5 — Кирпичный дом конца XIX — начала XX в. Снесён летом 1999 года.

## Транспорт
Резницкая улица находится на удобной транспортной развязке. Она примерно равно удалена от трёх станций Киевского метрополитена: «Арсенальной», «Печерской» и «Кловской» (расстояние до каждой из станций — около 1 км). До Резницкой также ходят автобусы 55, 55к, 62 и троллейбус 38.

## Известные жители
В доме № 8 зарегистрирован государственный и политический деятель Украины Арсений Яценюк .